# Wizardry Online
Wizardry Online est un jeu vidéo de type MMORPG développé par Gamepot et édité par Sony Online Entertainment, sorti en 2013 sur Windows.

## Système de jeu
L'une des originalités du jeu est qu'il intègre un système de mort permanente du personnage joueur.